# The Hurting
Albums de Tears for Fears
Songs from the Big Chair
(1985)
Singles
1. Suffer the Children
Sortie : Novembre 1981
2. Pale Shelter (en)
Sortie : 9 avril 1982
3. Mad World
Sortie : 20 septembre 1982
4. Change
Sortie : 24 janvier 1983
5. Pale Shelter (deuxième version)
Sortie : 18 avril 1983
6. The Way You Are (single hors album)
Sortie : 1983
7. Suffer the Children (deuxième version)
Sortie : 19 août 1985
8. Pale Shelter (réédition)
Sortie : 26 août 1985

The Hurting est le premier album studio de Tears for Fears, sorti le 25 mars 1983.
Il s'est classé no 1 au Royaume-Uni et 73e au Billboard 200, et contient le premier tube du groupe, Mad World. C'est le seul album entièrement écrit par Roland Orzabal, à l'exception de Pale Shelter par R. Orzabal/C. Smith et The Way You Are par M. Elias/R. Orzabal/C. Smith/I. Stanley. On estime aujourd'hui ses ventes à plus de trois millions d'exemplaires à travers le monde, dont plus de 500 000 pour les seuls États-Unis où il a été certifié disque d'or par la Recording Industry Association of America (RIAA) le 1er décembre 1993.
Le 21 octobre 2013, un coffret de trois CD et un DVD, comprenant des versions inédites, live et des interviews, est sorti pour célébrer le 30e anniversaire de l'album. En 2023, l'album sera réédité pour ses quarante ans en édition super deluxe avec un nouveau mix Dolby Atmos, en tant que no 9 de leur série audio bluray exclusive.

## Écriture et enregistrement
Les chansons sont écrites par Roland Orzabal en s'inspirant de ses propres traumatismes d'enfance et des théories primitives d'Arthur Janov. La plupart des chansons sont fortement inspirées des écrits de Janov. Ideas as Opiates est intitulé d'après un chapitre de son livre de 1980 Prisoners of Pain, qui a également eu une influence directe sur la chanson The Prisoner. Les influences musicales incluent Gary Numan, Talking Heads et Peter Gabriel.
Après avoir travaillé avec différents producteurs sur leurs deux premiers singles, ils recrutent Chris Hughes pour produire l'album. Le noyau du groupe Orzabal et Curt Smith travaillent en étroite collaboration démocratique avec les producteurs Hughes et Ross Cullum, n'utilisant que des idées sur lesquelles tous les quatre étaient d'accord. Avant l'album, Mad World, à l'origine considéré comme une face B de single, est sorti et est devenu un tube à succès. Les deux premiers singles Suffer the Children et Pale Shelter sont réenregistrés pour l'album.

## Réception critique

### Contemporaines
À l'époque de sa sortie, l'album reçoit un accueil critique mitigé. Dans le magazine Smash Hits, Fred Dellar a donné à l'album une critique positive et a déclaré qu'« il n'y a aucun doute sur le talent affiché ». Dans le NME, Gavin Martin était cinglant, déclarant que « ce disque et d'autres comme lui sont une sorte d'art terrible et inutile qui fait de l'apitoiement sur soi et de la futilité un argument de vente », et que « Tears for Fears et leurs auditeurs sonnent comme s'ils avaient abandonné complètement, se retirant du monde pratique dans un fantasme ». Il a décrit la musique de l'album comme « juste le genre d'histoires sur la perte tels que vous attendez dans les paroles : le vide qui ne peut être comblé réutilisé avec un peu d'Ultravox ici, du Joy Division diluée versée partout, et la chanson titre ressemblant étrangement à l'un des vieilles tenues pompeuses avec un fouillis de mellotrons - Barclay James Harvest par hasard ? ».
Steve Sutherland de Melody Maker a estimé que « la thérapie primale pop de Tears for Fears a tendance à se prélasser dans l'attention qu'elle attire, semble ironiquement heureuse de se vautrer de manière inspirante au lieu de rechercher l'exorcisme ». Cependant, il a observé que « la formule Tears for Fears - pour traduire les traumatismes de l'enfance en romance adulte avec le fanatisme freudien - est ridiculement travaillée mais, surtout, leur léthargie lyrique est sauvée par ce qui les vend vraiment; leur invention structurelle... raisonnablement, leur souffrance est généralement contrôlée pour avoir un son doux », et que c'était la force du disque : « Le succès de The Hurting réside dans son absence de friction, dans sa sécurité et, malgré toutes leurs affirmations selon lesquelles la gestion des relations a été déformée au-delà de leur connaissance, Tears for Fears ont imaginé un chef-d'œuvre de séduction assuré ».
Aux États-Unis, David Fricke de Rolling Stone a déclaré que « Tears for Fears se démarque parmi la récolte actuelle de groupes de synth-pop identik en raison de leur écriture ingénieuse et élégante et de leur mixage rythmique. Certes, l'angoisse adolescente et le romantisme sombre et douloureux des chanteurs-instrumentistes Curt Smith et Roland Orzabel [sic] apparaissent parfois comme une imitation adéquate de Joy Division, au mieux. Mais pour chaque passage dans l'angoisse sur The Hurting, le premier album du duo, il y a un capiteux, un morceau pop dansant comme Change... Tears for Fears est peut-être trop préoccupé par ses propres petits traumatismes, mais c'est un témoignage de leurs instincts pop raffinés qu'ils parviennent à produire autant de plaisir à partir de la douleur ».

### Rétrospective
Les critiques rétrospectives considèrent l'album plus fortement. Passant en revue la réédition de 1999 pour Q  Andrew Collins déclare : « Malgré des fausses notes occasionnelle, The Hurting reste une œuvre historique... un disque pop très émouvant, dans sa forme la plus simple ». Bruce Eder d'AllMusic note que le succès de l'album était dû à « la capacité de ses créateurs à emballer un sujet désagréable - les histoires de famille psychologiquement misérables de Roland Orzabal et Curt Smith - dans un format musical attrayant et vendable » et déclare que « le travail est parfois inconfortablement personnel, mais musicalement suffisamment convaincant pour le rendre durable à travers les décennies ».
Pour l'édition du 30e anniversaire en 2013, Danny Eccleston de Mojo s'est demandé : « Y a-t-il déjà eu un album pop grand public plus misérable que The Hurting ?... Même lorsqu'il est rythmé, il est sombre et, à son plus aventureux musicalement, dans le minimalisme caverneux de Ideas as Opiates et les dissonances noueuses de The Prisoner, c'est presque insupportablement dépourvu... Mais au fond, c'était de la pop ». Tom Byford de Record Collector résume l'album comme « une surabondance d'idées complexes reflétant une éducation troublée mariée avec des airs immédiats, contagieux et hummables ». John Bergstrom de PopMatters déclare que « parfois, l'approche inébranlable fonctionne au détriment de l'album, car l'écriture d'Orzabal contourne le cliché et la poésie imperméable et adolescente que certains critiques ont saisie au moment de la sortie de The Hurting... Mais une partie de l'éclat de Hurting est que de tels moments histrioniques sont si rares. Au contraire, à chaque fois, comme le rendent Orzabal et le co-chanteur Curt Smith, les mots se connectent au niveau des tripes et de manière sincère ».
Considérant le disque « simplement l'un des albums les plus forts et les plus complets réalisés du début au milieu des années 1980 », Bergstrom indique son influence sur des réalisations ultérieurs tels que Trent Reznor, The Smashing Pumpkins et Arcade Fire, et termine par : « Les albums qui s'avèrent être spéciaux, influents et révolutionnaires à leur époque, puis dans les époques suivantes également, sont rares. Trente ans plus tard, il n'y a aucun doute sur la position de The Hurting ».
Au moins trois des chansons de cet album particulier sont samplés par l'un des artistes R&B les plus courants. Memories Fade est retravaillé par Kanye West pour sa chanson Coldest Winter issue de son album 808s and Heartbreak. Pale Shelter est samplé pour la chanson Secrets de The Weeknd issu de son album Starboy. Ideas as Opiates est samplé par Drake sur la chanson Lust for Life, de sa mixtape So Far Gone.
Mad World est reprise par Michael Andrews et Gary Jules à l'origine pour la bande originale de Donnie Darko, mais est ensuite publié en single et celui-ci rencontre le succès en se classant en tête des charts britanniques.

## Fiche technique

### Liste des chansons et versions
Toutes les chansons sont écrites par Roland Orzabal.
| 1. | The Hurting      | 4:16 |
| 2. | Mad World        | 3:35 |
| 3. | Pale Shelter     | 4:34 |
| 4. | Ideas as Opiates | 3:46 |
| 5. | Memories Fade    | 5:08 |

| 6.  | Suffer the Children    | 3:53 |
| 7.  | Watch Me Bleed         | 4:18 |
| 8.  | Change                 | 4:15 |
| 9.  | The Prisoner           | 2:55 |
| 10. | Start of the Breakdown | 5:00 |

| 11. | Change (Nouvelle version) | 4:36 |

| 11. | Pale Shelter (Long Version) | 7:09 |
| 12. | The Way You Are (Extended)  | 7:44 |
| 13. | Mad World (World Remix)     | 3:43 |
| 14. | Change (Extended Version)   | 6:00 |

| 1.  | Suffer the Children (Original Version) | 3:45 |
| 2.  | Pale Shelter (Original Version)        | 4:04 |
| 3.  | The Prisoner (Original 7" Version)     | 2:43 |
| 4.  | Ideas as Opiates (Alternate Version)   | 3:53 |
| 5.  | Change (New Version)                   | 4:36 |
| 6.  | Suffer the Children (Remix)            | 4:15 |
| 7.  | Pale Shelter (Long Version)            | 7:09 |
| 8.  | Mad World (World Remix)                | 3:39 |
| 9.  | Change (Extended Version)              | 5:59 |
| 10. | Pale Shelter (New Extended Version)    | 6:44 |
| 11. | Suffer the Children (Instrumental)     | 4:26 |
| 12. | Change (Radio Edit)                    | 3:58 |
| 13. | Wino                                   | 2:23 |
| 14. | The Conflict                           | 4:02 |
| 15. | We Are Broken                          | 4:03 |
| 16. | Suffer the Children (Demo)             | 4:04 |

| 1.  | Ideas as Opiates (Peel Session 1/9/1982)                     | 3:48 |
| 2.  | Suffer the Children (Peel Session 1/9/1982)                  | 4:03 |
| 3.  | The Prisoner (Peel Session 1/9/1982)                         | 2:50 |
| 4.  | The Hurting (Peel Session 1/9/1982)                          | 3:45 |
| 5.  | Memories Fade (David Jensen BBC Session 20/10/1982)          | 4:56 |
| 6.  | The Prisoner (David Jensen BBC Session 20/10/1982)           | 2:49 |
| 7.  | Start of the Breakdown (David Jensen BBC Session 20/10/1982) | 4:00 |
| 8.  | The Hurting (David Jensen BBC Session 20/10/1982)            | 3:50 |
| 9.  | Start of the Breakdown (Live at Oxford Apollo 8/4/1983)      | 5:56 |
| 10. | Change (Live)                                                | 4:00 |

1. ↑  Ce titre était destinée à être la première version de la chanson (initialement publiée en tant que face B de Mad World) mais a été remplacée par erreur par une version inédite de la chanson qui est présent sur l'album.
2. ↑  Ce titre, bien qu'intitulée We Are Broken, était censée être la version présente en face B de Pale Shelter, mais elle est accidentellement remplacée par Broken Revisited qui est la version étendue du morceau original We Are Broken et est incluse sur l'édition limitée et les rééditions de l'album Songs from the Big Chair (1985) en 1985, 1999 et 2006.

### Crédits
Crédits adaptés des notes de pochette de l'album.
Tears for Fears
- Roland Orzabal : chant principal (1, 4-7, 10), chœurs, guitares, claviers, programmation rythmique
- Curt Smith : chant principal (1-3, 8-9), chœurs, basse, claviers
- Manny Elias : batterie, programmation rythmique
- Ian Stanley : programmation de clavier, programmation sur ordinateur

Musiciens additionels
- Chris Hughes : programmation rythmique, percussions, direction
- Ross Cullum : percussions
- Mel Collins : saxophones
- Phil Palmer : guitare
- Caroline Orzabal : voix enfantine sur Suffer the Children

## Classements

### Classements hebdomadaires
| Classement (1983)                    | Meilleure position |
| ------------------------------------ | ------------------ |
| Australie Albums (Kent Music Report) | 15                 |
| Canada (Canadian Albums)             | 7                  |
| Pays-Bas (Mega Album Top 100)        | 30                 |
| Allemagne (Media Control AG)         | 15                 |
| Nouvelle-Zélande (RIANZ)             | 16                 |
| Royaume-Uni (UK Albums Chart)        | 1                  |
| États-Unis (Billboard 200)           | 73                 |
| États-Unis Rock Albums (Billboard)   | 41                 |

| Classement (2013)             | Meilleure position |
| ----------------------------- | ------------------ |
| Royaume-Uni (UK Albums Chart) | 85                 |

| Classement (2020) | Meilleure position |
| ----------------- | ------------------ |
| Écosse (OCC)      | 52                 |

### Classements de fin d'année
| Classement (1983)                     | Position |
| ------------------------------------- | -------- |
| Canada Top Albums/CDs (RPM)           | 32       |
| Allemagne Albums (Offizielle Top 100) | 49       |
| Royaume-Uni Albums (Gallup)           | 19       |